# Экономика Омана
Экономика Омана основана на добыче и экспорте нефти и нефтепродуктов. Власти пытаются развивать другие отрасли, в частности, туризм.
Экономика Омана сельская и аграрная. Текущий ВВП на душу населения в Омане постоянно рос на протяжении последних пятидесяти лет. Он вырос на 339 % в 1960-х годах, достигнув пика роста в 1370 % в 1970-х, затем снизился до скромных 13 % в 1980-х и снова поднялся до 34 % в 1990-х.

## Обзор

### Внутренний валовый продукт
ВВП Омана в 2005 году составил 40,22 млрд долларов. По данным Всемирного банка, доход на душу населения в 2006 году составил 9070 долларов.
Ниже приведена таблица с ВВП Омана в рыночных ценах:
| Год  | ВВП    | Обменный курс (доллары США | Инфляция (2000 год = 100 %) |
| ---- | ------ | -------------------------- | --------------------------- |
| 1980 | 2,190  | 0.34 Оманских реалов       | 80                          |
| 1985 | 3,591  | 0.34 Оманских реалов       | 76                          |
| 1990 | 4,493  | 0.38 Оманских реалов       | 95                          |
| 1995 | 5,307  | 0.38 Оманских реалов       | 100                         |
| 2000 | 7,639  | 0.38 Оманских реалов       | 100                         |
| 2005 | 11,660 | 0.38 Оманских реалов       | 101                         |

## Добыча нефти и газа

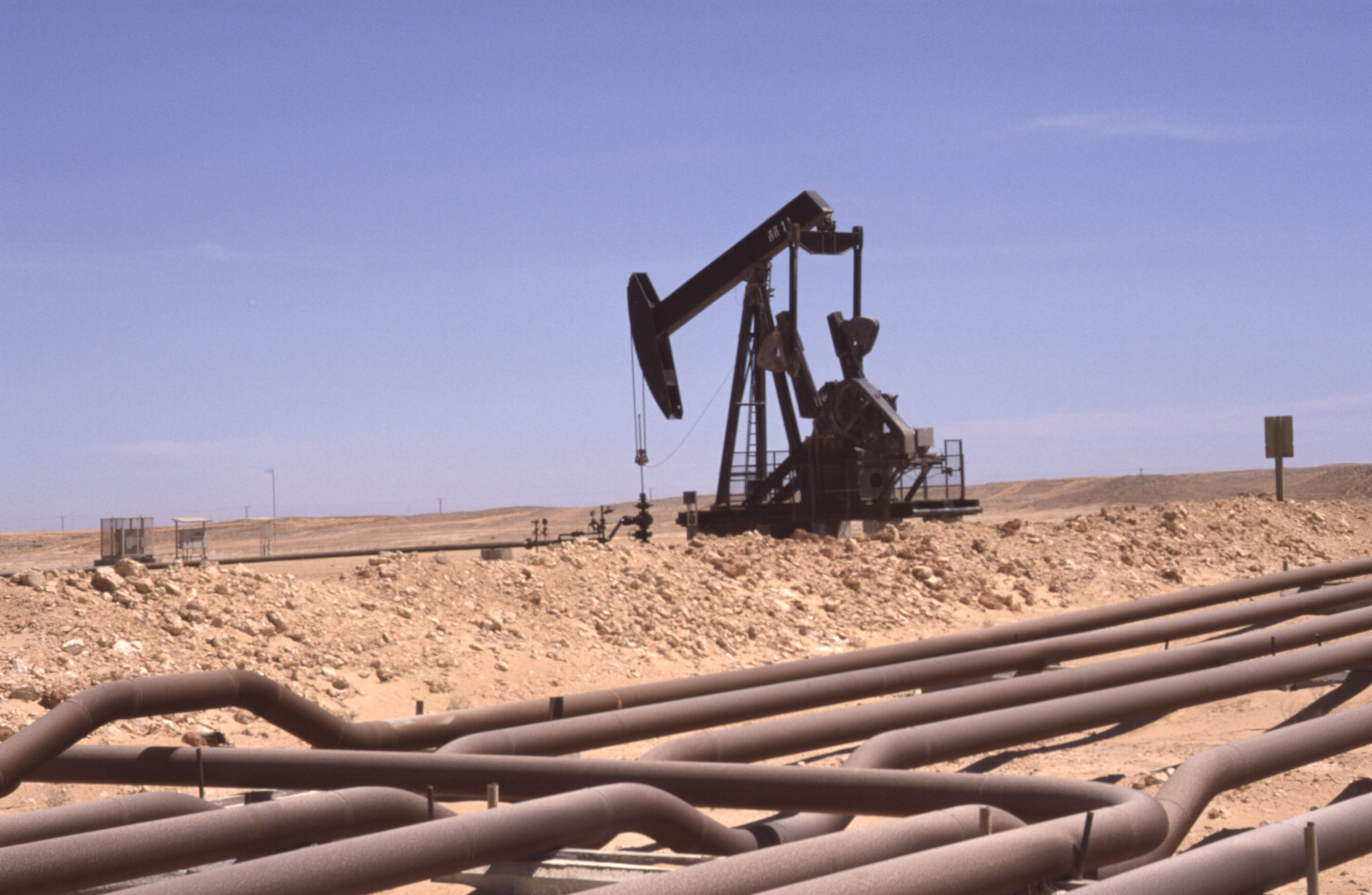
Нефтедобыча в Омане

В 2005 году добыто нефти в Омане 45,2 млн тонн — 1,3 % от общемировой добычи. Также развита добыча природного газа, значительная часть которого экспортируется в сжиженном виде. Например, в 2006 году Оман произвел 11,54 млрд м³ СПГ.
Производство сжиженного природного газа (СПГ) в Омане ведется на трёх заводах компании Oman LNG в Кальхате суммарной мощностью мощностью 34 млн м³ в день или 10,4 млн т в год.

## Сфера услуг
Туризм
- Министерство туризма Омана , Категория:Туризм в Омане

От других стран Персидского залива Оман выгодно отличается сочетанием богатейшей природы, арабской самобытности, знаковых исторических достопримечательностей и современной туристической инфраструктуры. Оман предлагает путешественникам все виды отдыха — от пляжного до сафари по пустыне. Ночных развлечений здесь совсем мало, сюда очень хорошо приезжать с детьми. Лучшее вpемя для посещения Омана с сентябpя до апpеля.

Низва, древняя столица Омана, славится своими восточными базарами; там следует посетить две старинные крепости — форт Низву и форт Джибрин, красивейшую крепость-дворец. Популярным туристическим местом является заповедник Рас-аль-Жинз (находится между мысами Аль Хадд и Рас-ар-Руэйс).

В 2018 году турпоток в Оман составил 3,2 млн человек (увеличение на 2 %).
- С 2022 года Оман предлагает услуги по предоставлению условий для космических запусков с территории космодрома Этлак. В декабре 2024 года был произведён первый суборбитальный запуск ракеты «Duqm-1»[13][14].

## Внешняя торговля
Основным продуктом экспорта Омана является нефть. Экспорт в 2017 году — 31,2 млрд долл. — сырая нефть (44 %), природный газ (11 %), нефтепродукты (9 %), различный реэкспорт, а также химические товары, металлы. Основные покупатели — Китай 39 %, Индия 9,2 %, ОАЭ 7,2 %, Республика Корея 6,8 %.
Импорт в 2017 году — 29,8 млрд долл. — промышленное оборудование и электроника (23 %), транспортные средства (16,1), в том числе автомобили (7,4 %), потребительские товары, продовольствие, золото. Основные поставщики — ОАЭ 34 %, Япония 7,4 %, Великобритания 6,8 %, Китай 6,3 %, Индия 5,4 %

## Трудовые резервы
Хотя около 70 % рабочей силы (на 2014 год) составляют иностранцы, в стране проводится политика «оманизации» персонала предприятий.

### Оманизация
Так как экономика страны очень сильно зависит от иностранных трудовых мигрантов, с конца 1980-х годов проводится политика «оманизации» — установление минимального количества местной, оманской, рабочей силы на предприятии. Началом «оманизации» стал 1988 год, когда было установлено, что в банковском секторе не менее 90 % рабочих мест должны быть закреплены за оманцами. В начале 2000-х годов были установлены следующие минимальные квоты для оманцев от общего числа рабочих мест (не менее) по сферам: 60 % — транспорт, 45 % — финансы, 45 % — страхование, 35 % — обрабатывающая промышленность, рестораны и отели — 30 %, торговля — 20 %.

## Доходы населения
На 2017 год минимальный размер оплаты труда составляет 225 риалов в месяц плюс пособия в размере 100 риалов в месяц для граждан, что составляет $592 в месяц плюс пособия в размере $263 в месяц для граждан; не распространяется на иностранных работников.